# Alceu i Filisc
Alceu i Filisc (segle ii aC) van ser dos filòsofs epicuris que van ser expulsats de Roma entre el 173 i el 154 aC.
Ateneu de Nàucratis afirma que l'expulsió es va dur a terme durant el consolat de Luci Postumi. Això es pot referir al Lucius Postumius que era cònsol el 173 aC o el Luci Postumi que va ser cònsol el 154 aC. Claudi Elià afirma que van ser expulsats «perquè havien portat la generació més jove als plaers antinaturals». Això pot ser només un comentari hostil originat a partir d'una font anti-epicúria, però també els càrrecs imputats fossin aquests: la llei romana en aquest període permetia l'expulsió (relegatio) de qualsevol indesitjable de Roma per decret, i sovint es feia servir per expulsar estrangers indesitjables de la ciutat, i en aquest cas pel xoc cultural que es produïa entre les modernes idees dels filòsofs grecs i la moral tradicional de la societat romana, sempre molt conservadora. De fet, el 161 aC alguns mestres de retòrica i filosofia ja havien estat bandejats de la ciutat, i el 155 aC, una ambaixada de filòsofs, composta per Carnèades (acadèmic), Diògenes (estoic) i Critolau (peripatètic), va tenir el mateix final.